# أيوليدا نيبية
أيوليدا نيبية (الاسم العلمي: Aeolidia nebae) هي نوع غير مؤكد من الحيوانات تتبع جنس الأيوليدا من الفصيلة الأيوليدية.